# Live at Monsters of Rock
Live at Monsters of Rock es un álbum en vivo del guitarrista norirlandés de blues rock y hard rock Gary Moore, publicado en 2003 por Sanctuary Records. Fue grabado el 22 de mayo del mismo año en el recinto Sheffield Arena de la ciudad de Sheffield en Inglaterra, durante la gira del festival Monsters of Rock.
Un mes después de su lanzamiento en formato CD, el mismo sello a través de Sanctuary Visual Entertainment lo publicó en DVD, que cuenta con material adicional como la prueba de sonido del concierto y algunas entrevistas de Moore.

## Lista de canciones
| N.º | Título                  | Duración |  |
| 1.  | «Shapes of Things»      | 5:00     |  |
| 2.  | «Wishing Well»          | 4:33     |  |
| 3.  | «Rectify»               | 5:09     |  |
| 4.  | «Guitar Intro»          | 2:16     |  |
| 5.  | «Stand Up»              | 6:08     |  |
| 6.  | «Just Can't Let You Go» | 9:22     |  |
| 7.  | «Walking by Myself»     | 4:52     |  |
| 8.  | «Don't Believe a Word»  | 7:15     |  |
| 9.  | «Out in the Fields»     | 8:50     |  |
| 10. | «Parisienne Walkways»   | 9:22     |  |

## Músicos
- Gary Moore: voz y guitarra eléctrica
- Cass Lewis: bajo y coros
- Darrin Mooney: batería